# بلونطيا ماليزية
بلونطيا ماليزية (الاسم العلمي:Belontia hasselti) (بالإنجليزية: Malay combtail)‏ هي نوع من الأسماك يتبع جنس البلونطيا من الفصيلة الجورامية.